# La filla de Pohjola
La filla de Pohjola (en finès⁣: Pohjolan tytär), op. 49, és un poema simfònic compost pel compositor finlandès Jean Sibelius l'any 1906. Originalment, Sibelius pretenia titular l'obra Väinämöinen, basat en el personatge del Kalevala (l'èpica nacional finlandesa). L'editor Robert Lienau va insistir en el títol alemany Tochter des Nordens ("Filla del Nord"), que és una traducció literal del títol finès de l'obra, Pohjolan tytär, tradicionalment donat en anglès com a Pohjola's Daughter. Sibelius va contrarestar llavors amb el nou títol L'aventure d'un héros. També va considerar anomenar l'obra Luonnotar. Tanmateix, el suggeriment de Lienau es va convertir finalment en el títol publicat de l'obra. El títol Luonnotar va ser donat posteriorment a una peça posterior. Aquesta va ser la primera obra que Sibelius va escriure directament per a una editorial de música alemanya. La seva primera actuació es va fer a Sant Petersburg el desembre de 1906, amb el mateix compositor dirigint l'Orquestra del Teatre Mariinsky.
El pas al Kalevala que va inspirar aquesta obra és al 8th Runo, conegut en diverses traduccions angleses com "The Wound" o "Väinämöinen and the Maiden of North Farm". El poema simfònic representa el Väinämöinen, de barba blanca, "ferm, vell", que veu la bella "filla del nord (Pohjola)", asseguda sobre un arc de Sant Martí, teixint un drap d'or mentre va en trineu pel paisatge fosc. Väinämöinen li demana que s'uneixi a ell, però ella respon que només marxarà amb un home que pugui realitzar una sèrie de tasques difícils, com lligar un ou en nusos invisibles i, sobretot, construir un vaixell amb fragments de la seva roda de filatura. Väinämöinen intenta complir aquestes tasques mitjançant la seva pròpia experiència en màgia; en moltes de les tasques ho aconsegueix, però finalment es veu frustrat pels esperits malignes quan intenta construir el vaixell i es fereix amb una destral. Es rendeix, abandona les tasques i segueix el seu camí sol.
La filla de Pohjola està escrit per a una gran orquestra: 2 flautes, piccolo, 2 oboès, corn anglès, 2 clarinets, clarinet baix en si ♭, 2 fagots, contrafagot, 4 trompes en fa, 2 cornetes en si ♭, 2 trompetes en si ♭, 3 trombons, tuba, timbals, arpa i cordes.